# Janet Rossant
Janet Rossant , née le 13 juillet 1950, est une biologiste du développement. Elle est connue pour ses travaux sur le rôle des gènes dans le développement de l'embryon. 
Elle est directrice de recherche au département de biologie du développement et cellules souches à l'Hospital for Sick Children à Toronto et professeur de génétique moléculaire à l'Université de Toronto. Elle a été nommée membre de la Royal Society de Londres en 2000 et compagnon de l'Ordre du Canada en 2015.

## Carrière
En 1972, Janet Rossant obtient une licence en zoologie mention très bien à l'Université d'Oxford.
En 1976, elle a achevé son doctorat sur le développement des embryons de mammifères au Darwin College à l'Université de Cambridge.
Après des recherches postdoctorales à l'université d'Oxford, elle s'installe à l'Hospital for Sick Children à Toronto.
Ses recherches actuelles portent sur les mécanismes du destin cellulaire de l'embryon de la souris et leurs applications dans la différenciation des cellules souches embryonnaires.

## Récompenses et Honneurs[1]
- 1993 : Membre de la Société royale du Canada
- 1998 : Médaille McLaughlin
- 2000 : Membre de la Royal Society de Londres en 2000.
- 2001 : Membre de l'Association américaine pour l'avancement des sciences
- 2007 : Prix de la biologie du développement de la fondation March of Dimes
- 2015 :

Membre de l'Ordre du Canada
Prix Wightman de la Gairdner Foundation